# Benjamin Britten

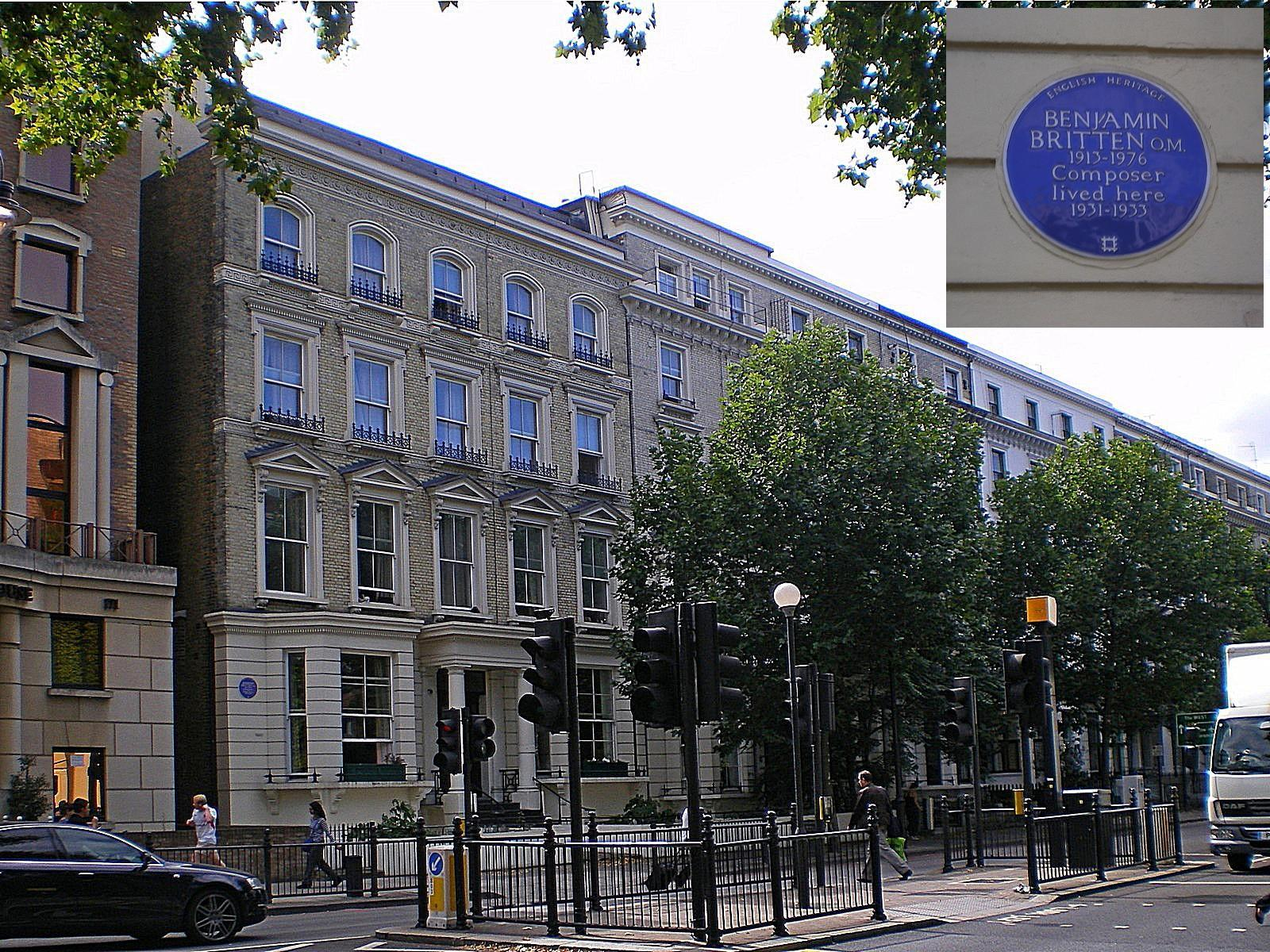
Dom w Londynie, w którym mieszkał w latach młodości podczas studiów w pobliskim Royal College of Music

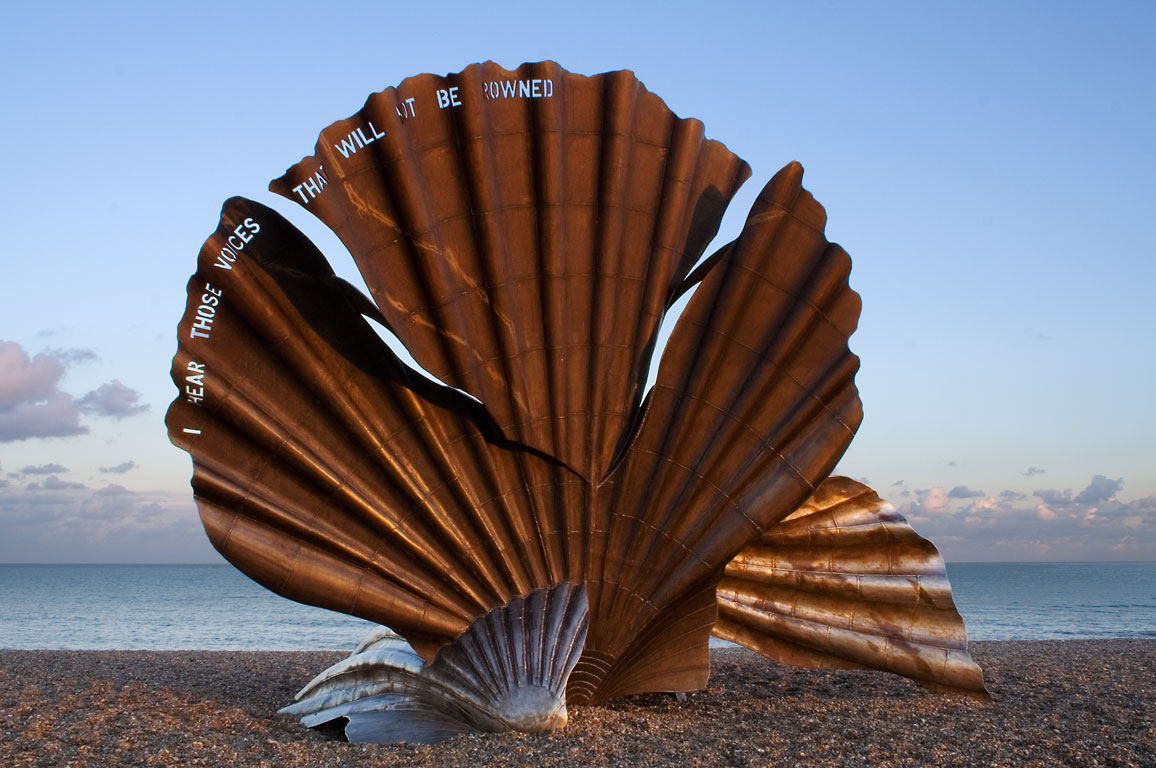
The Scallop – rzeźba autorstwa Maggi Hambling, poświęcona Benjaminowi Brittenowi na plaży w Aldeburghu. Na krawędzi muszli widnieją słowa z opery Peter Grimes: „I hear those voices that will not be drowned”.

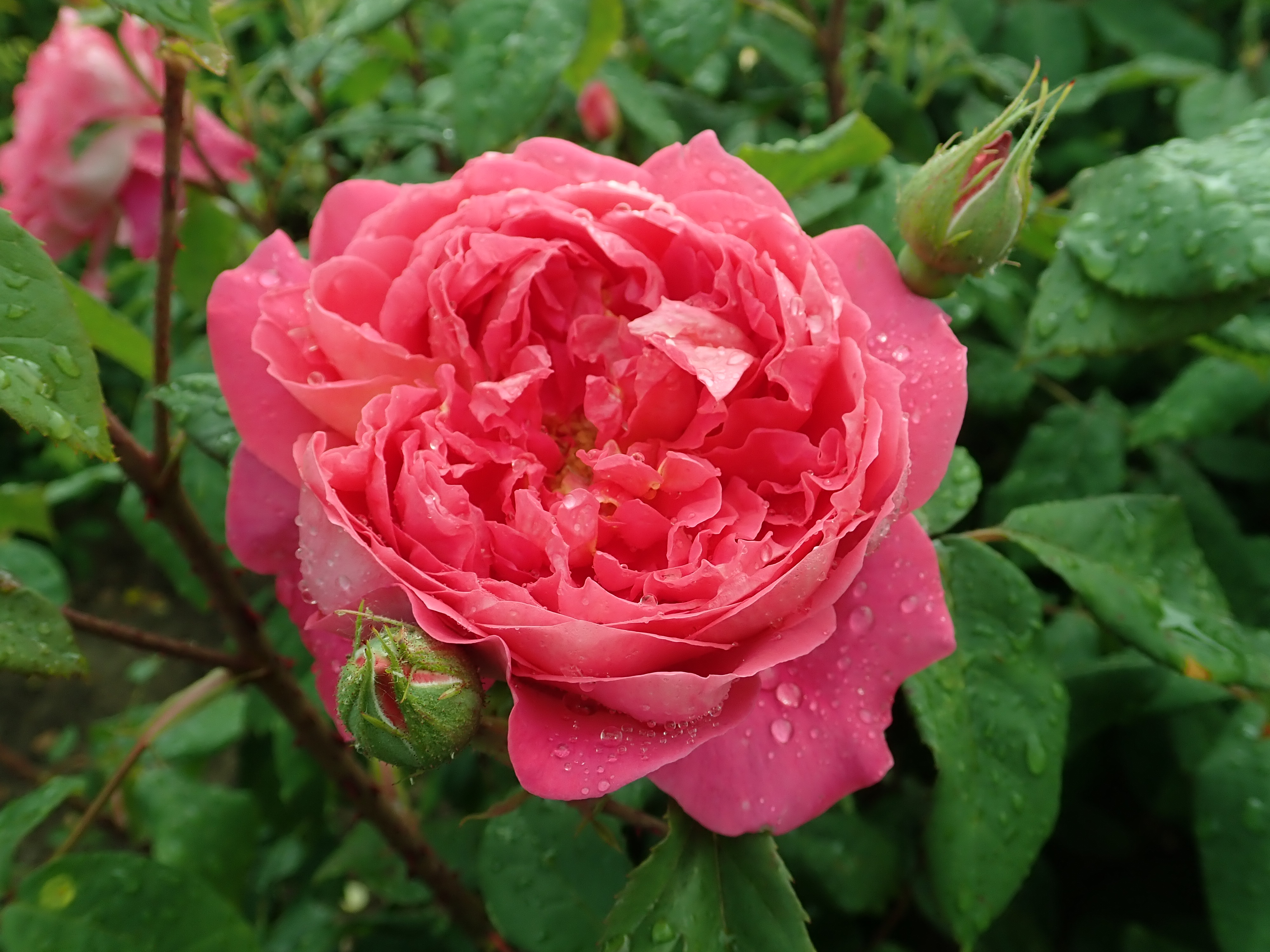
Róża 'Benjamin Britten', odmiana wyhodowana przez Davida C.H. Austina, nazwana na cześć kompozytora

Sir Edward Benjamin Britten (ur. 22 listopada 1913 w Lowestoft, zm. 4 grudnia 1976 w Aldeburghu) – angielski kompozytor, dyrygent i pianista, uchodzący za najwybitniejszego kompozytora brytyjskiego XX wieku.

## Życiorys
Urodził się na wschodzie Anglii w Lowestoft w hrabstwie Suffolk jako najmłodsze dziecko w rodzinie dentysty. Pierwsze lekcje gry na fortepianie i zapisu nutowego prowadziła matka, spędzal też weekendy z Frankiem Bridge’em, kompozytorem i pedagogiem. Później grywał również na altówce. Wykształcenie odebrał w Gresham’s School w Holt. Studiował w Royal College of Music w Londynie – był jednak rozgoryczony latami tam spędzonymi – mimo iż umiał już „prawie wszystko”, czuł się ograniczony przez klasyczną metodę edukacji swojego profesora Johna Irelanda, który chciał zapoznać go z kontrapunktem i fugą. Podczas studiów zapoznał się z muzyką Igora Strawińskiego, Gustava Mahlera i Dmitrija Szostakowicza. Po ukończeniu studiów wrócił do rodzinnej miejscowości na dwa lata, później zarabiał opracowując muzykę filmową. Był wtedy już znanym pianistą i akompaniatorem. Choć pierwsza kompozycja (Our Hunting Fathers) wywołała zdziwienie i poruszenie, kompozytor dopiero w 1945 zyskał międzynarodową sławę operą Peter Grimes.
W latach 1939–1942 przebywał i komponował w Stanach Zjednoczonych.
W 1968 został laureatem prestiżowej duńskiej Nagrody Fundacji Muzycznej Léonie Sonning.
Niedługo przed śmiercią, bo 2 lipca 1976, otrzymał tytuł szlachecki „barona Aldeburgha”. Zmarł z powodu niewydolności serca. Pochowany został przy kościele świętych Piotra i Pawła w Aldeburghu. W 1978 odsłonięto jego tablicę pamiątkową w opactwie westminsterskim w Londynie.

## Życie prywatne
Był osobą homoseksualną i pacyfistą, a także indywidualistą i samotnikiem. Przez całe dorosłe życie pozostawał w związku z poznanym w roku 1937 tenorem Peterem Pearsem, który był pierwszym wykonawcą głównych ról we wszystkich jego najważniejszych dziełach operowych; dla niego powstała też większość jego innych utworów wokalnych.

## Najważniejsze utwory

### Opery
(na podstawie materiałów źródłowych)
- Paul Bunyan, 1941
- Peter Grimes, 1945
- Gwałt na Lukrecji (The Rape of Lucretia), 1946
- Albert Herring, 1947
- Pobawimy się w operę (Mały kominiarczyk) (Let's Make an Opera (The Little Sweep)), 1948
- Billy Budd, 1951
- Gloriana, 1953
- Dokręcanie śruby (The Turn of the Screw), 1954
- Noe i potop (Noye's Fludde), 1958
- Sen nocy letniej (A Midsummer Night's Dream), 1960
- Kulikowa rzeka (Curlew River), 1964
- Piec ognisty (The Burning Fiery Furnace), 1966
- Syn marnotrawny (The Prodigal Son), 1968
- Owen Wingrave, 1973
- Śmierć w Wenecji (Death in Venice), 1973

### Utwory orkiestrowe
(na podstawie materiałów źródłowych
- Wariacje na temat Franka Bridge’a, Op. 10 (1937) na orkiestrę smyczkową
- The Young Person's Guide to the Orchestra (Wariacje i fuga na temat Purcella), Op. 34 (1946)
- Requiem wojenne (War Requiem, 1961)
- Koncert fortepianowy, op.13 (1938), części: 1. Toccata, 2. Waltz, 3. Impromptu, 4. March
- Koncert skrzypcowy, op.15 (1939), części: 1. Moderato con moto, 2. Vivace, 3. Passacaglia: Andante lento

### Inne
- A Ceremony of Carols (1942), na chór dziecięcy i harfę[1]
- Symfonia wiosenna (Spring Symphony), op. 44 (1949), na głosy solowe (SAT), chór mieszany, chór chłopięcy i orkiestrę

## Upamiętnienie
Na jego cześć została nazwana odkryta w 1983 roku planetoida z pasa głównego asteroid (4079) Britten.